# Boyle (krater księżycowy)
Boyle – krater uderzeniowy, znajdujący się na niewidocznej z Ziemi stronie Księżyca. Południowo-zachodnią ścianą przylega do większego krateru Hess i leży pomiędzy kraterami Alder na północy oraz Abbe na południu.
Zewnętrzna ściana krateru Boyle ma kształt koła i ukazuje gwałtowny spadek wokół wnętrza. Większa część pierścienia posiada ostrą krawędź i zaledwie mały fragment został zniszczony przez późniejsze uderzenia. Południowa krawędź posiada szeroką, nieregularną bruzdę w powierzchni, która kieruje się od wschodu do zachodu pierścienia. Tam znajduje się także formacja małych kraterów pokrywających wąski pas terenu, który łączy krater Boyle i Hess.
Wnętrze krateru jest płaskie, jedynie na środku znajduje się długie i niskie wzniesienie. We wnętrzu tuż obok wschodniej ściany znajdują się mniejsze kratery, ale pozostała część pozostaje nietknięta.

## Satelickie kratery
| Boyle | Szerokość | Długość  | Średnica |
| ----- | --------- | -------- | -------- |
| A     | 50,8° S   | 178,3° E | 21 km    |
| Z     | 51,3° S   | 177,7° E | 52 km    |